# Les Préaux
Les Préaux är en kommun i departementet Eure i regionen Normandie i norra Frankrike. Kommunen ligger i kantonen Pont-Audemer som tillhör arrondissementet Bernay. År 2022 hade Les Préaux 396 invånare.

## Befolkningsutveckling
Antalet invånare i kommunen Les Préaux
Referens:INSEE